# 458
458 (CDLVIII) var ett normalår som började en onsdag i den julianska kalendern.

## Händelser

### Okänt datum
- Sedan Merovech har dött omkring detta år eller 456 efterträds han som kung över de saliska frankerna av sin son Childerik I (omkring detta eller föregående år).
- Gennadius I blir patriark av Konstantinopel.

## Födda
- Xiao Zhangmao, kinesisk kronprins.

## Avlidna
- Merovech, kung över de saliska frankerna sedan 447 eller 448 (död omkring detta år eller 456).
- Anatolius, patriark av Konstantinopel.
- Nulji, kung av det koreanska kungariket Silla.